# Magnicharters
Grupo Aereo Monterrey S.A. de C.V., nota con il nome commerciale Magnicharters, è una compagnia aerea charter con sede a Colonia Juárez, Cuauhtémoc, Città del Messico, che opera voli dall'aeroporto Internazionale di Città del Messico e dall'aeroporto Internazionale di Monterrey.

## Storia
L'agenzia di viaggi Magnitur venne fondata nel 1984 e Magnicharters 10 anni dopo, nel 1994 dalla famiglia Bojórquez, allo scopo di trasportare i clienti della Magnitur. La compagnia iniziò le operazioni nel gennaio 1995. Concentrandosi sul mercato turistico interno, serviva principalmente le località balneari del paese.
Magnicharters è stata la prima compagnia aerea commerciale messicana ad assumere una donna pilota.
Nel 2000, Magnicharters venne autorizzata a offrire voli commerciali (solo voli charter e cargo).
Nel 2014, Magnicharters investì 2,5 milioni di dollari per sviluppare la sua flotta del 30%. Quell'anno, la compagnia aerea iniziò i voli per gli Stati Uniti, da Monterrey a Las Vegas e Orlando.
Nel luglio 2017, per celebrare il 25º anniversario della Lucha Libre AAA Worldwide, Magnicharters ha presentato 2 aerei dipinti con le maschere del Dr. Wagner Jr. e Psycho Clown.

## Destinazioni
Al 2022, Magnicharters opera voli charter tra Messico, Repubblica Dominicana e Stati Uniti.

## Flotta

### Flotta attuale

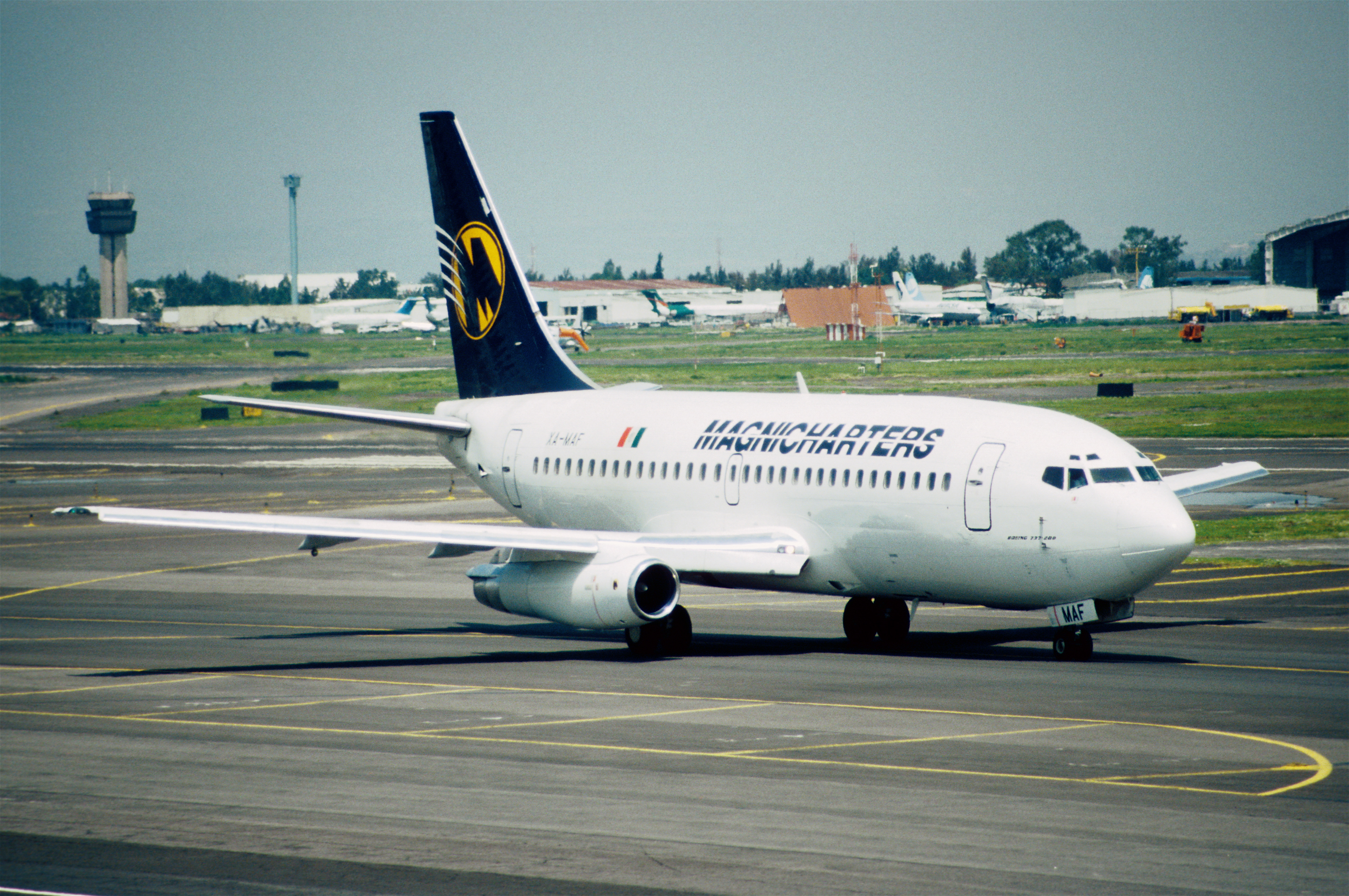
Un Boeing 737-200 nel 2003.

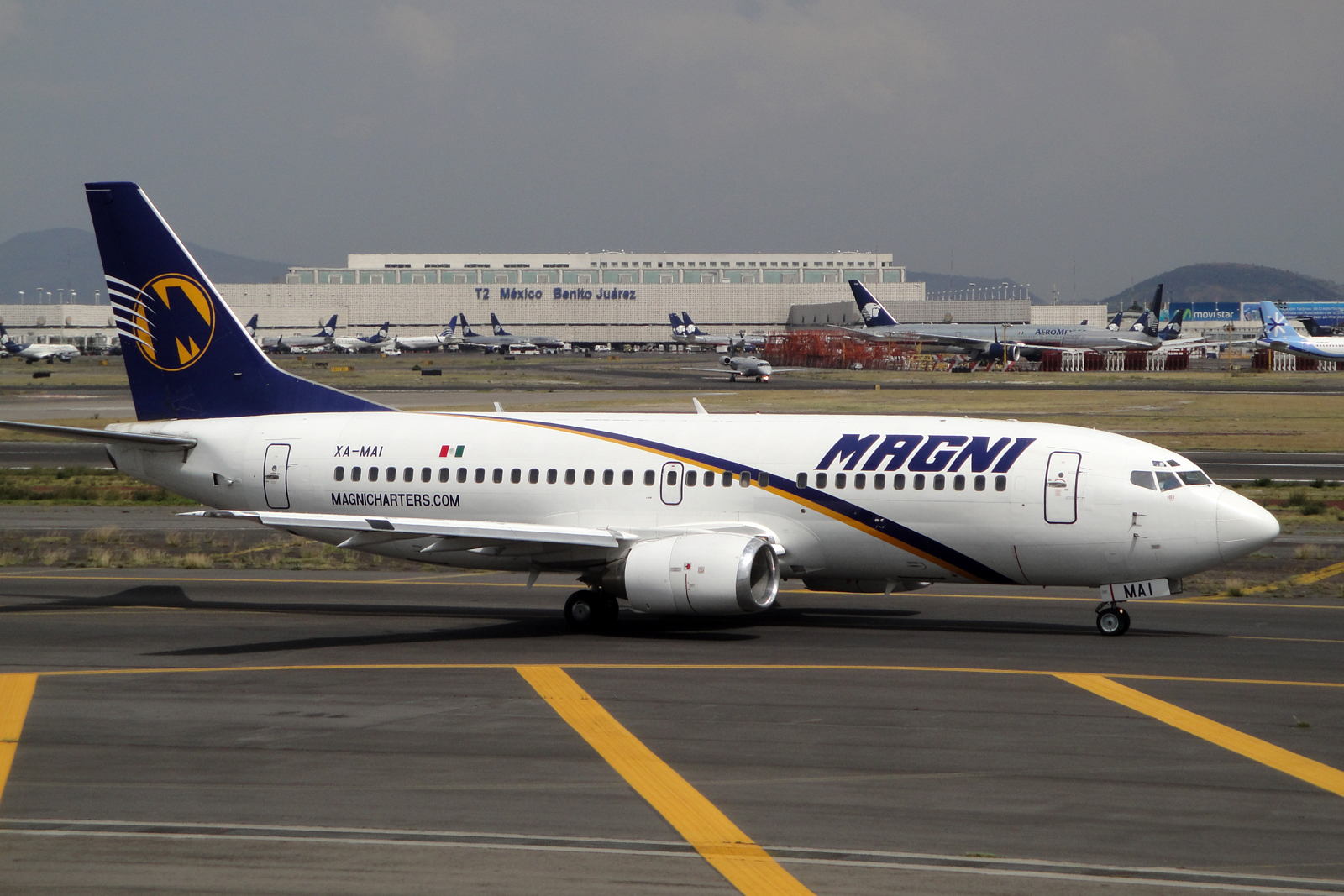
Un Boeing 737-300.

A maggio 2023 la flotta di Magnicharters è così composta:

### Flotta storica
Magnicharters operava in precedenza con i seguenti aeromobili:

## Incidenti
- Il 14 settembre 2007, il volo Magnicharters 582, un Boeing 737-200, subì il collasso del carrello di atterraggio a Guadalajara.[10]
- Il 27 aprile 2009, l'equipaggio del volo Magnicharters 585, un Boeing 737-200, abbassò la leva per estendere il carrello di atterraggio durante l'avvicinamento a Guadalajara, ma non ottenne l'indicazione del corretto bloccaggio. Eseguirono un sorvolo in modo che i controllori della torre potessero stabilire la posizione del carrello di atterraggio. Questi confermarono che il carrello non era completamente abbassato e bloccato. L'equipaggio decise quindi di effettuare un belly landing sulla pista 28. Non ci furono vittime; l'aereo venne danneggiato irreparabilmente.[11]
- Il 26 aprile 2015, il volo Magnicharters 779, un Boeing 737-300, subì il collasso del carrello di atterraggio all'aeroporto internazionale di Città del Messico (MEX). Dopo l'atterraggio, l'aereo cominciò a vibrare e il carrello di atterraggio principale di sinistra crollò.[12]